# 耶姆约
耶姆约（瑞典語：Jämjö）是瑞典布莱金厄省卡尔斯克鲁纳市镇的一个城区，截至2005年底，当地共有2,596名居民生活。

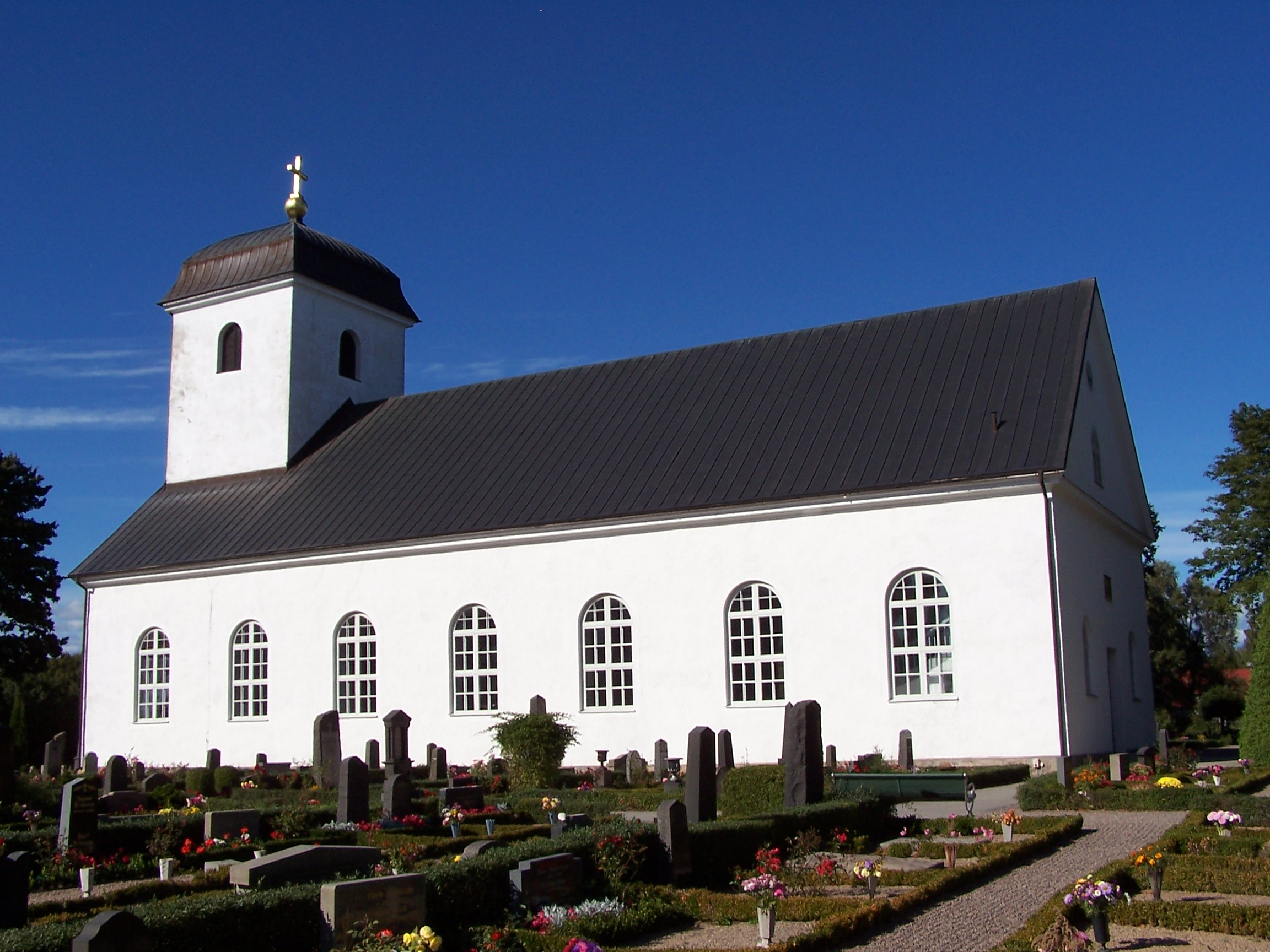
耶姆约的教堂